# ژانگ یونگجیه
ژانگ یونگجیه (انگلیسی: Zhang Yongjie؛ زادهٔ ۱۱ آوریل ۱۹۶۸) تیرانداز اهل چین بود. وی در بازی‌های المپیک تابستانی ۱۹۹۲، ۱۹۹۶ و ۲۰۰۰ حضور داشته‌است.